# Математика. Утрата определённости
«Математика. Утрата определённости» (англ. Mathematics: The Loss of Certainty) — вышедшая в 1980 году книга американского профессора математики Мориса Клайна о развитии математики с древнейших времен до наших дней, в которой автор пытается разъяснить сущность математики и стремится ознакомить с фундаментальными проблемами, которые возникли в математике в конце XIX и в XX веке.
В популярной манере, не требующей от читателя какой-либо математической подготовки, Клайн рассказывает в книге историю развития математики.
Автор показывает, как новые результаты и достижения в математике на протяжении веков озадачивали своей новизной и необычностью математиков, и к каким глубоким изменениям в понимании сущности самой математики и её роли в понимании окружающего мира эти результаты приводили (например, открытие неевклидовой геометрии, кватернионов или теоремы Гёделя о неполноте).
Из авторского «Вступления» к книге:

Эта книга о глубоких изменениях, которые претерпели взгляды человека на природу и роль математики.
Ныне мы знаем, что математика не обладает теми качествами, которые некогда снискали ей всеобщее уважение и восхищение. Наши предшественники видели в математике непревзойдённый образец строгих рассуждений, свод незыблемых «истин в себе» и истин о законах природы. Главная тема этой книги — рассказ о том, как человек пришёл к осознанию ложности подобных представлений и к современному пониманию природы и роли математики.

## Издания
В 1984 году в издательстве «Мир» вышел первый перевод книги на русский язык.
- Morris Kline. Mathematics: The Loss of Certainty. — Oxford University Press, 1980. — ISBN 0-19-502754-X.
- Клайн М. Математика. Утрата определённости. — М.: Мир, 1984. — 446 с.
- Клайн М. Математика. Утрата определённости. — РИМИС, 2007.[2]

## Оглавление
Приводится по переводу, вышедшему в 1984 году.
- Вступление.
- Введение: основной тезис.
- I. Становление математических истин. Первые в истории человечества попытки найти рациональное объяснение устройства Вселенной, предпринятые философами Древней Греции, начиная с VI века до н. э.; натурфилософия пифагорейцев и платоников; возникновение птолемеевой геоцентрической системы мира.
- II. Расцвет математических истин. Мыслители средневековой Европы, верившие в божественное происхождение Вселенной; поиски математических законов мироздания; работы Кеплера, Коперника и гелиоцентрическая система мира, философии Декарта и Галилео Галилея.
- III. Математизация науки. Возникновение новой философии — математическое описание без физического объяснения явления; работы Ньютона; математические исследования XVII—XVIII веков.
- IV. Первое ниспровержение: увядание истины. Развитие математики в XIX веке. Возникновение неевклидовых геометрий, новых алгебр (кватернионы, матрицы и т. д.); осознание того, что «математика не содержит внутри себя все законы реального мира».
- V. Нелогичное развитие логичнейшей из наук. Критический пересмотр логических основ арифметики и алгебры обычных вещественных и комплексных чисел.
- VI. Нелогичное развитие: в трясине математического анализа. Понимание математиками XVIII века отсутствия логических оснований математического анализа.
- VII. Нелогичное развитие: серьезные трудности на пороге XIX в. Понимание математиками XVIII века отсутствия строгих дедуктивных рассуждений при доказательствах теорем.
- VIII. Нелогичное развитие: у врат рая. Начало XIX века, основной упор математиков на логическую совместимость (непротиворечивость) используемых утверждений, а не на их истинность.
- IX. Изгнание из рая: новый кризис оснований математики. Создание теории множеств Кантором и появление парадокса, связанного с трансфинитным числом множества всех множеств. В конце XIX века начало движения за аксиоматизацию математики.
- X. Логицизм против интуиционизма. Начало XX века, возникновение новых подходов к математике: «логицизм» и «интуиционизм».
- XI. Формализм и теоретико-множественные основания математики. «Формализм» (сформировал и возглавил Давид Гильберт), и «теоретико-множественный» подходы (родоначальник Эрнст Цермело).
- XII. Бедствия. Две фундаментальные проблемы: непротиворечивость математики и полнота аксиоматических систем. Теоремы Гёделя о неполноте и Лёвенгейма — Скулема.
- XIII. Математика в изоляции. Разделение математики на прикладную и чистую.
- XIV. Куда идет математика? Рассматривается вопрос о том, что, собственно, надлежит считать математикой, исходя из существующих течений (логицизм, интуиционизм, формализм и теория множеств).
- XV. Авторитет природы. Описывается ценность и эффективность математики для других наук, несмотря на существующие разногласия.

## Критика
В рецензиях на эту книгу ряд специалистов, отдавая должное кругозору автора, обвиняет его в предвзятой эмоциональности, недобросовестности и некомпетентности. 
В  частности, Реймонд Айюб в The American Mathematical Monthly пишет:

На протяжении веков евклидова геометрия казалась хорошей моделью пространства. Её результаты использовались и до сих пор используются в астрономии и навигации. Когда она подверглась пристальному анализу, обнаружилось, что она имеет слабые стороны, и интересно заметить, что именно этот тщательный формальный анализ привел к обнаружению (кто-то сказал бы, к открытию) неевклидовой геометрии. (Для которой несколько лет спустя была разработана удовлетворительная евклидова модель.)
Этот писатель не представляет себе это открытие иначе как, по словам Клайна, «фиаско». Но разве это не великий триумф?..
Профессор Клайн нечестен со своими читателями. Он образованный человек и прекрасно знает, что многие математические идеи, созданные как абстракция, нашли важные применения в реальном мире. Он предпочитает игнорировать этот факт, признанный даже самыми фанатичными противниками математики. И делает это, чтобы поддержать несостоятельную догму. Напомним историю о придворном шуте Людовика XIV: последний написал стихотворение и спросил у шута его мнение: «Ваше величество способно на что угодно. Вашему величеству захотелось написать скверные стишки, Ваше величество преуспело и в этом.» Увы, это должно быть сказано и об этой книге.
Оригинальный текст (англ.)
For centuries, Euclidean geometry seemed to be a good model of space. The results were and still are used effectively in astronomy and in navigation. When it was subjected to the close scrutiny of formalism, it was found to have weaknesses and it is interesting to observe that, this time, it was the close scrutiny of the formalism that led to the discovery (some would say invention) of non-Euclidean geometry. (It was several years later that a satisfactory Euclidean model was devised.)
This writer fails to see why this discovery was, in the words of Kline, a "debacle". Is it not, on the contrary, a great triumph?...  
Professor Kline does not deal honestly with his readers. He is a learned man and knows perfectly well that many mathematical ideas created in abstracto have found significant application in the real world. He chooses to ignore this fact, acknowledged by even the most fanatic opponents of mathematics. He does this to support an untenable dogma. One is reminded of the story of the court jester to Louis XIV: the latter had written a poem and asked the jester his opinion. "Your majesty is capable of anything. Your majesty has set out to write doggerel and your majesty has succeeded." On balance, such, alas, must be said of this book.

Джон Коркоран в Mathematical Reviews:

Общая цель книги — продвинуть в качестве философии математики менталистический прагматизм, который превозносит «прикладную математику» и очерняет «чистую математику» и фундаментальные исследования. Хотя тезис автора частично основан на глубоких основополагающих достижениях логиков двадцатого столетия, основная его философия — близкая родственница различных философий, существовавших в девятнадцатом веке. Более того, как видно из приведенных выше тезисов, авторское понимание логики двадцатого века несерьезно. Он находит удивительным (с. 322, 323), что Гильберт, Гёдель, Чёрч, члены школы Бурбаки и другие «лидеры в работе над основаниями» утверждают, что математические концепции и свойства существуют в каком-то объективном смысле и что они могут быть восприняты человеческим разумом. Его единственный аргумент против платонического реализма этих математиков основан на его собственной неспособности провести различие между (человеческой) ошибкой и (математической) ложью (с. 324)…
Автор, похоже, не понимает, что для того, чтобы иметь знание, нет необходимости быть непогрешимым, и он не признает, что потеря уверенности — это не то же самое, что потеря истины. Философские и основополагающие аспекты авторской идеи вплетены в обширный обзор и интерпретацию истории математики. Можно было бы надеяться, что его аргумент будет в какой-то мере подтверждён убедительным историческим исследованием, но это не так. Два из периодов, наиболее важных с точки зрения автора, интерпретируются противоречиво. (а) В некоторых отрывках автор представляет как очевидную истину, что опыт и наблюдение играли ключевую роль в развитии классической греческой математики (с. 9, 18, 24, 167). Но в других местах он утверждает, что классические греческие математики презирали опыт и наблюдения, основывая свои теории на «самоочевидных истинах» (с. 17, 20, 21, 22, 29, 95, 307). (б) В некоторых отрывках автор изображает начало девятнадцатого века как время широко распространенной уверенности в обоснованности математики (с. 6, 68, 78, 103, 173), но в других местах он описывает этот период как время интеллектуальных потрясений, когда математики испытывали серьезные сомнения относительно основ своей науки (с. 152, 153, 170, 308)…
Можно только сожалеть о философских, основополагающих и исторических недостатках, которые усугубляют главный аргумент и которые, как правило, отвлекают внимание от множества ярких и увлекательных наблюдений и идей, представленных в книге.
Оригинальный текст (англ.)
The overall purpose of the book is to advance as a philosophy of mathematics a mentalistic pragmatism which exalts “applied mathematics” and denigrates both “pure mathematics” and foundational studies. Although its thesis is predicated in part on the deep foundational achievements of twentieth century logicians, the basic philosophy is a close cousin of various philosophies which were inﬂuential in the nineteenth century. Moreover, as can be seen from the above-listed ideas, the author’s grasp of twentieth century logic is not reliable. Accordingly he ﬁnds it surprising (p. 322, 323) that Hilbert, Gödel, Church, members of the Bourbaki school, and other “leaders in the work on foundations affirm that the mathematical concepts and properties exist in some objective sense and that they can be apprehended by human minds”. His only argument against the Platonistic realism of the mathematicians just mentioned is based on his own failure to make the distinction between (human) error and (mathematical) falsehood (p. 324)... 
The author does not seem to realize that in order to have knowledge it is not necessary to be infallible, nor does he recognize that loss of certainty is not the same as loss of truth. The philosophical and the foundational aspects of the author’s argument are woven into a comprehensive survey and interpretation of the history of mathematics. One could hope that the argument would be somewhat redeemed by sound historical work, but this is not so. Two of the periods most important for the author’s viewpoint are both interpreted inconsistently. (a) In some passages the author admits the obvious truth that experience and observation played a key role in the development of classical Greek mathematics (pp. 9, 18, 24, 167). But in other passages, he alleges that classical Greek mathematicians scorned experience and observation, founding their theories on “self-evident truths” (pp. 17, 20, 21, 22, 29, 95, 307). (b) In some passages the author portrays the beginning of the nineteenth century as a time of widespread conﬁdence in the soundness of mathematics (pp. 6, 68, 78, 103, 173), but in other passages he describes this period as a time of intellectual turmoil wherein mathematicians entertained grave doubts about the basis of their science (pp. 152, 153, 170, 308)...  
One can only regret the philosophical, foundational, and historical inadequacies which vitiate the main argument and which tend to distract attention from the many sound and fascinating observations
and insights provided by the book.

Эми Даан-Дальмедико в Revue d'histoire des sciences:

Что касается последних глав, посвящённых основным тенденциям современной математики, они откровенно разочаровывают, скорее поверхностны. Нет анализа современной математики (великий период структурализма, возврат к «конкретному», поток между математикой и физикой, и т. д.).
Оригинальный текст (фр.)
Quant aux derniers chapitres sur les grandes tendances des mathématiques contemporaines, ils sont franchement décevants, assez superficiels. Il n'y a pas d'analyse de la mathématique contemporaine (grande période structuraliste, retour au « concret », flux entre les mathématiques et la physique, etc.

Скотт Вайнштейн в ETC: A Review of General Semantics:

Книга профессора Клайна — живой рассказ об увлекательной теме. Однако его выводы идут слишком далеко и во многих случаях необоснованны. Урок, который нужно извлечь из фундаментальных исследований двадцатого века, заключается не в том, что математика находится в жалком состоянии, а в том, насколько глубокие философские вопросы о математике могут быть освещены, если не решены, самой математикой. Теоремы Гёделя действительно указывают пределы того, что мы можем узнать в математике, но они также демонстрируют и великие высоты, к которым человеческий разум может подняться через математическую мысль.
Оригинальный текст (англ.)
Professor Kline's book is a lively account of a fascinating subject. Its conclusions are, however, overdrawn and in many cases unjustified. The lesson to be learned from twentieth century foundational research is not that mathematics is in a sorry state, but rather the extent to which deep philosophical issues about mathematics may be illuminated, if not settled, by mathematics itself. Gödel's theorems do indeed intimate that there may be limits to what we can come to know in mathematics, but they also demonstrate through themselves the great heights to which human reason can ascend through mathematical thought.

Ян Стюарт в Educational Studies in Mathematics:

Эта книга продолжает традицию, которую мы ожидаем от этого автора, и моя реакция на неё очень похожа на мою реакцию на его предыдущие книги: я думаю, что три четверти её превосходны, а оставшаяся четверть — возмутительная чепуха. И причина в том, что Моррис Клайн действительно не понимает сегодняшнюю математику, хотя у него есть завидное понимание вчерашней...
Моррис Клайн сказал в другом месте, что он считает завершающим достижением математики двадцатого века теорему Гёделя. Я не согласен: теорема Гёделя, удивительная и глубокая, мало повлияла на основное направление реального математического развития. На самом деле она не привела ни к чему новому и сильному, кроме теорем того же рода. Она повлияла на то, что математики думают о том, что они делают; но её влияние на то, что они на самом деле делают, близко к нулю. Сравните это с ростом топологии: пятьдесят лет, по-видимому, интровертированных усилий математиков, в основном игнорирующих прикладную науку, отполированная до совершенства и превращенная в технологию огромная и до сих пор в значительной степени нереализованная энергия, которая в течение последнего десятилетия становится важной практически во всех областях прикладной науки: машиностроение, физика, химия, численный анализ. Топология имеет гораздо больше оснований считаться венцом этого века.
Но Моррис Клайн видит только интроверсию. Ему, похоже, не кажется, что математическая задача может потребовать сосредоточенного созерцания математики, а не проблемы, к которой хотелось бы применить теорию, для получения удовлетворительного решения. Но если я хочу срубить яблоню, и моя пила слишком тупая, никакое созерцание дерева не заострит её...
Есть хорошая математика, есть плохая математика. Есть математики, совершенно не интересующиеся наукой, но строящие инструменты, которые наука найдёт незаменимыми. Есть математики, страстно интересующиеся наукой и строящие инструменты для конкретного использования, чья работа станет такой же устаревшей, как Цеппелин или электронная лампа. Путь от открытия к полезности — это кроличья нора, полная ложных ходов: математика сама по себе имела и будет иметь свое место в схеме вещей. И, в конце концов, изоляция тополога, не знающего физики, не хуже, чем физика, не знающего топологии. Сегодняшняя наука требует специализации от своих адептов: коллективная деятельность учёных в целом — это то, где и выковывается все звенья цепи. Если бы Моррис Клайн дал некоторое представление о характере этого процесса, я бы серьезнее отнёсся к его аргументам. Но его утверждение, что математика пришла в упадок, основано на слишком большом невежестве, а его аргументы туманны по сравнению с чудесной, сияющей энергией современной математики. Мне тоже хотелось бы, чтобы математики откровеннее признавали проблемы своей науки; но не заметить, что они делают великолепную работу, даже в этой кажущейся изоляции, это проиграть битву, прежде чем она началась.
Оригинальный текст (англ.)
This book is firmly in the tradition that we have come to expect from this author; and my reaction to it is much like my reaction to its predecessors: I think three quarters of it is superb, and the other quarter is outrageous nonsense; and the reason is that Morris Kline really doesn't understand what today's mathematics is about, although he has an enviable grasp of yesterday's... 
Morris Kline has said elsewhere that he considers the crowning achievement of twentieth-century mathematics to be the Godel theorem. I don't agree: the Godel theorem, astonishing and deep as it is, had little effect on the mainstream of real mathematical development. It didn't actually lead into anything new and powerful except more theorems of the same kind. It affected how mathematicians thought about what they were doing; but its effect on what they actually did is close to zero. Compare this to the rise of topology: fifty years of apparently introverted efforts by mathematicians, largely ignoring applied science; polished and perfected and developed into a body of technique of immense and still largely unrealised power; and within the last decade becoming important in virtually every field of applied science: engineering, physics, chemistry, numerical analysis. Topology has far more claim to be the crowning achievement of this century.
But Morris Kline can see only the introversion. It doesn't seem to occur to him that a mathematical problem may require concentrated contemplation of mathematics, rather than the problem to which one hopes to apply the resulting theory, to obtain a satisfactory solution. But if I want to cut down an apple tree, and my saw is too blunt, no amount of contemplation of the tree will sharpen it...
There is good mathematics; there is bad mathematics. There are mathematicians who are totally uninterested in science, who are building tools that science will find indispensable. There are mathematicians passionately interested in science, and building tools for specific use there, whose work will become as obsolete as the Zeppelin or the electronic valve. The path from discovery to utility is a rabbit-warren of false ends: mathematics for its own sake has had, and will continue to have, its place in the scheme of things. And, after all, the isolation of the topologist who knows no physics is no worse than that of the physicist who knows no topology. Today's science requires specialization from its individuals: the collective activity of scientists as a whole is where the links are forged. If only Morris Kline showed some inkling of the nature of this process, I would take his arguments more seriously. But his claim that mathematics has gone into decline is one based too much on ignorance, and his arguments are tawdry in comparison to the marvelous, shining vigour of today's mathematics. I too would like to see more overt recognition by mathematicians of the importance of scientific problems; but to miss the fact that they do splendid work even in this apparent isolation is to lose the battle before it has begun.